# Ragnacaire
Ragnacaire ou Ragnachaire (en latin Ragnacarius ou Ragnacharius), est un prince franc, cousin du roi des Francs Clovis Ier.
Roi de Cambrai, il est tué selon la chronique de Grégoire de Tours par Clovis au cours du règne (481-511) de celui-ci, ainsi que son frère Richaire, et que, un peu plus tard, son frère Renomer.

## La mort de Ragnacaire et de ses frères

### Contexte
Le règne de Clovis (481-511) se déroule à un moment particulièrement agité de l'histoire de la Gaule romaine et de l'Empire romain d'Occident en général. En 410, Rome est prise et pillée par les Wisigoths, entrés dans l'Empire romain vers 375. 

#### La fin de l'Empire d'Occident: le système des royaumes fédérés (418-476)
En 418, les Wisigoths sont autorisés par l'empereur à s'installer à Toulouse comme fédérés, puis ils prennent rapidement le contrôle de l'Aquitaine (« royaume de Toulouse »). Un peu plus tard, les Francs saliens deviennent à leur tour fédérés autour de Tournai, tandis que le Sud-Est (autour de Lyon et Genève) passe sous le contrôle des Burgondes. La seule partie du Nord de la Gaule restant romaine est la région située au nord de la Loire, aux mains d'Ægidius, puis de son fils Syagrius : on l'appelle dans l'historiographie domaine gallo-romain, ou plus couramment « royaume de Soissons ». En 476, l'Empire d'Occident cesse d'exister. 

#### Le règne de Clovis (481-511)
En 481, Clovis devient roi des Francs saliens à Tournai. En 486, il bat Syagrius à Soissons et devient maître de la Gaule au nord de la Loire. En 507, il bat les Wisigoths à Vouillé et s'empare du royaume de Toulouse (le royaume des Burgondes en revanche ne sera conquis par les Francs qu'en 534). 
Chez les Francs, tous les hommes de la famille royale (celle des Mérovingiens dans le cas de Clovis) portent le titre royal. À la mort d'un roi, le royaume est partagé entre ses fils (jusqu'à ce que l'un d'entre eux élimine les autres). C'est ainsi que Clovis, roi à Tournai, Soissons et Toulouse, est confronté à un cousin à qui est échu à la suite de péripéties successorales le « royaume de Cambrai ».

### Le récit de Grégoire de Tours sur la mort de Ragnacaire
Grégoire de Tours raconte que, deux ou trois ans après sa victoire à Vouillé, Clovis élimine Ragnacaire, détenteur du pouvoir à Cambrai. Il élimine en même temps Richaire, frère de Ragnacaire, puis un autre frère, Renomer, tué sur ordre de Clovis, mais au Mans, donc assez loin de Cambrai. 
Le récit de Grégoire de Tours fait intervenir des éléments moralisateurs : il raconte qu'à Cambrai Ragnacaire a un favori du nom de Farron avec qui il partage des mœurs si déréglées[pas clair] que Clovis, ayant été informé de ce comportement, décide d'y mettre fin. Il suscite un soulèvement des leudes (les nobles de l'entourage du roi) de Ragnacaire. Ragnacaire est fait prisonnier ainsi que son frère Richaire. Clovis les tue d'un coup de hache, après leur avoir donné une leçon de morale, et reprend le pouvoir à Cambrai. 
Pour obtenir la rébellion des leudes, Clovis les aurait soudoyé avec des objets supposés être en or, mais en réalité dorés au cuivre. Lorsqu'ils viennent se plaindre, il leur dit qu'il feraient mieux se satisfaire de conserver la vie, bien qu'ils aient trahi leur roi.
En ce qui concerne la localisation de la mort de Renomer au Mans, Godefroid Kurth (1847-1916) pense que celui-ci avait le titre royal en tant que membre de la famille mérovingienne mais qu'il a été tué au Mans sans en être le roi. L'historien contemporain Michel Rouche (1934-2021) fait l'hypothèse que Renomer avait été installé au Mans comme chef militaire et gouverneur (dux) par Ægidius, père de Syagrius, l'armée romaine ayant de nombreux officiers (et soldats) d'origine germanique.

### Datation de ces événements
Grégoire de Tours les place vers 510, à la fin du règne de Clovis, postérieurement à sa victoire sur les Wisigoths. Un point à noter est que, selon Grégoire de Tours, cette période est marquée non seulement par l'élimination de Ragnacaire et de ses frères, mais aussi de deux autres rois francs, Clodéric et Cararic.
Godefroid Kurth a remis en cause cette datation, estimant d'abord que Grégoire de Tours tire ses informations de la tradition populaire et que celle-ci, un demi-siècle plus tard, n'est pas très précise et que le regroupement des trois éliminations en fin de règne est erronée. Il estime qu'après 507, Clovis, principalement occupé à organiser la prise de contrôle de l'Aquitaine (c'est-à-dire, à cette époque, la plupart des territoires au sud et à l'ouest de la Loire), n'a pas le temps de combattre les autres rois francs. 
Selon lui, seule l'élimination de Clodéric a eu lieu à cette époque, car il a participé à la bataille de Vouillé. En revanche, Cararic et Ragnacaire, présents lors de la bataille de Soissons en 486, n'apparaissent pas dans les campagnes suivantes. Aussi Kurth place-t-il la conquête du royaume de Ragnacaire entre 487 et 491 et la conquête du royaume de Cararic en 491.

## Généalogie de Ragnacaire et de ses frères

### Certitudes (la fratrie)
Grégoire de Tours indique clairement que Ragnacaire a deux frères, Richaire (Richer, Riquier) et Renomer. Le nom de ce frère, « Renomer » selon Grégoire de Tours, est généralement corrigé par les historiens, mais sous des formes variées : « Rignomer »,, « Ragnomer », « Richomer ». Son témoignage se situe un demi-siècle après la fin du règne de Clovis et n'est pas contesté.

### Quasi-certitudes
Son royaume a pour siège la ville de Cambrai, conquise par Clodion le Chevelu entre 448 et 451. Comme il y a au moins une lignée issue de Clodion encore vivante, il est donc très probable que Ragnacaire et ses frères soient des descendants de Clodion.
Concernant les autres descendants de Clodion, une généalogie des rois francs, rédigée en Austrasie vers 629 ou 639 donne le texte suivant : « Clodion est le premier roi des Francs. Clodion engendre Chlodebaud. Chlodebaud engendre Mérovée. Mérovée engendre Childebrict. Childebrict engendre Genniod. Genniod engendre Childéric. Childéric engendre Clovis ». Cette généalogie est erronée, mais provient probablement d'une liste de rois francs qu'il aurait fallu lire ainsi : Clodion est le premier roi des Francs. Clodion engendre Chlodebaud et Mérovée. Mérovée engendre Childebrict (=  Childebert ou Chilperic ?), Genniod (=Gennebaud ?) et Childéric. Childéric engendre Clovis. Ce qui appuie cette interprétation, c'est qu'une autre généalogie, rédigée en Neustrie  entre 584 et 629, confirme que Clodebald est fils de Clodion,.

### Hypothèses
Il en existe deux, l'une fondée sur l'onomastique franque, l'autre sur la localisation des royaumes francs. Les deux hypothèses font d'eux des arrière-petits-fils de Clodion le Chevelu, ou bien par Clodebald (hypothèse 1), ou bien par Mérovée (hypothèse 2), Clovis étant aussi un arrière-petit-fils de Clodion, par Mérovée. 

#### Hypothèse 1: des petits-fils de Clodebald (cousins issus de germains de Clovis)
Dans l'une de ses lettres, Sidoine Apollinaire raconte la venue à Lyon en 469 d'un prince franc[Qui ?] dans le but de se marier. Son épouse n'est pas précisée, mais il est probable qu'il s'agit de la fille d'un des souverains de Lyon, c'est-à-dire soit Chilpéric Ier (selon Christian Settipani), soit son frère Gondioc (selon Franz Staab), tous deux rois des Burgondes. La motivation de ce mariage serait une alliance des Burgondes et des Francs ripuaires contre les Alamans. Sigemer, en tant que Franc ripuaire, serait fils de Clodebald.[pas clair]
Or on connait une autre princesse burgonde du nom de Ragnachilde, qui a épousé Euric, roi des Wisigoths de 466 à 484. Christian Settipani voit dans ce nom de Ragnachilde une coïncidence onomastique intéressante et envisage que Ragnacaire et ses frères soient des neveux de Ragnachilde et des fils de Sigemer.
|                                      |                                      |                                      |                                      |                                      |                                      |                                |                                |                                |                                |         |         | Clodion le Chevelu († 451) roi des Francs |         |  |  |           |           |                           |                           |                           |                           |                           |                           |                             |                             |                             |                             |                             |                             |            |            |                                            |                                            |                                            |                                            |                                            |                                            |                          |                          |                                                       |                                                       |                                                       |                                                       |                                                       |                                                       |  |  |  |  |  |  |  |  |  |  |  |  |  |  |  |  |  |  |  |  |  |  |  |  |  |  |
|                                      |                                      |                                      |                                      |                                      |                                      |                                |                                |                                |                                |         |         |                                           |         |  |  |           |           |                           |                           |                           |                           |                           |                           |                             |                             |                             |                             |                             |                             |            |            |                                            |                                            |                                            |                                            |                                            |                                            |                          |                          |                                                       |                                                       |                                                       |                                                       |                                                       |                                                       |  |  |  |  |  |  |  |  |  |  |  |  |  |  |  |  |  |  |  |  |  |  |  |  |  |  |
|                                      |                                      |                                      |                                      |                                      |                                      |                                |                                |                                |                                |         |         |                                           |         |  |  |           |           |                           |                           |                           |                           |                           |                           |                             |                             |                             |                             |                             |                             |            |            |                                            |                                            |                                            |                                            |                                            |                                            |                          |                          |                                                       |                                                       |                                                       |                                                       |                                                       |                                                       |  |  |  |  |  |  |  |  |  |  |  |  |  |  |  |  |  |  |  |  |  |  |  |  |  |  |
|                                      |                                      |                                      |                                      | Mérovée († 457) roi des Francs       | Mérovée († 457) roi des Francs       | Mérovée († 457) roi des Francs | Mérovée († 457) roi des Francs | Mérovée († 457) roi des Francs | Mérovée († 457) roi des Francs |         |         |                                           |         |  |  |           |           |                           |                           |                           |                           |                           |                           | Clodebald roi des Francs    | Clodebald roi des Francs    | Clodebald roi des Francs    | Clodebald roi des Francs    | Clodebald roi des Francs    | Clodebald roi des Francs    |            |            | Gondioc ou Chilpéric Ier roi des Burgondes | Gondioc ou Chilpéric Ier roi des Burgondes | Gondioc ou Chilpéric Ier roi des Burgondes | Gondioc ou Chilpéric Ier roi des Burgondes | Gondioc ou Chilpéric Ier roi des Burgondes | Gondioc ou Chilpéric Ier roi des Burgondes |                          |                          | Ragnahild princesse burgonde x Euric roi des Wisigoth | Ragnahild princesse burgonde x Euric roi des Wisigoth | Ragnahild princesse burgonde x Euric roi des Wisigoth | Ragnahild princesse burgonde x Euric roi des Wisigoth | Ragnahild princesse burgonde x Euric roi des Wisigoth | Ragnahild princesse burgonde x Euric roi des Wisigoth |  |  |  |  |  |  |  |  |  |  |  |  |  |  |  |  |  |  |  |  |  |  |  |  |  |  |
|                                      |                                      |                                      |                                      | Mérovée († 457) roi des Francs       | Mérovée († 457) roi des Francs       | Mérovée († 457) roi des Francs | Mérovée († 457) roi des Francs | Mérovée († 457) roi des Francs | Mérovée († 457) roi des Francs |         |         |                                           |         |  |  |           |           |                           |                           |                           |                           |                           |                           | Clodebald roi des Francs    | Clodebald roi des Francs    | Clodebald roi des Francs    | Clodebald roi des Francs    | Clodebald roi des Francs    | Clodebald roi des Francs    |            |            | Gondioc ou Chilpéric Ier roi des Burgondes | Gondioc ou Chilpéric Ier roi des Burgondes | Gondioc ou Chilpéric Ier roi des Burgondes | Gondioc ou Chilpéric Ier roi des Burgondes | Gondioc ou Chilpéric Ier roi des Burgondes | Gondioc ou Chilpéric Ier roi des Burgondes |                          |                          | Ragnahild princesse burgonde x Euric roi des Wisigoth | Ragnahild princesse burgonde x Euric roi des Wisigoth | Ragnahild princesse burgonde x Euric roi des Wisigoth | Ragnahild princesse burgonde x Euric roi des Wisigoth | Ragnahild princesse burgonde x Euric roi des Wisigoth | Ragnahild princesse burgonde x Euric roi des Wisigoth |  |  |  |  |  |  |  |  |  |  |  |  |  |  |  |  |  |  |  |  |  |  |  |  |  |  |
|                                      |                                      |                                      |                                      |                                      |                                      |                                |                                |                                |                                |         |         |                                           |         |  |  |           |           |                           |                           |                           |                           |                           |                           |                             |                             |                             |                             |                             |                             |            |            |                                            |                                            |                                            |                                            |                                            |                                            |                          |                          |                                                       |                                                       |                                                       |                                                       |                                                       |                                                       |  |  |  |  |  |  |  |  |  |  |  |  |  |  |  |  |  |  |  |  |  |  |  |  |  |  |
| Childéric Ier († 481) roi des Francs | Childéric Ier († 481) roi des Francs | Childéric Ier († 481) roi des Francs | Childéric Ier († 481) roi des Francs | Childéric Ier († 481) roi des Francs | Childéric Ier († 481) roi des Francs |                                |                                | Genniod                        | Genniod                        | Genniod | Genniod | Genniod                                   | Genniod |  |  | Chilpéric | Chilpéric | Chilpéric                 | Chilpéric                 | Chilpéric                 | Chilpéric                 |                           |                           | Sigemer prince franc en 469 | Sigemer prince franc en 469 | Sigemer prince franc en 469 | Sigemer prince franc en 469 | Sigemer prince franc en 469 | Sigemer prince franc en 469 |            |            | Ne                                         | Ne                                         | Ne                                         | Ne                                         | Ne                                         | Ne                                         |                          |                          |                                                       |                                                       |                                                       |                                                       |                                                       |                                                       |  |  |  |  |  |  |  |  |  |  |  |  |  |  |  |  |  |  |  |  |  |  |  |  |  |  |
| Childéric Ier († 481) roi des Francs | Childéric Ier († 481) roi des Francs | Childéric Ier († 481) roi des Francs | Childéric Ier († 481) roi des Francs | Childéric Ier († 481) roi des Francs | Childéric Ier († 481) roi des Francs |                                |                                | Genniod                        | Genniod                        | Genniod | Genniod | Genniod                                   | Genniod |  |  | Chilpéric | Chilpéric | Chilpéric                 | Chilpéric                 | Chilpéric                 | Chilpéric                 |                           |                           | Sigemer prince franc en 469 | Sigemer prince franc en 469 | Sigemer prince franc en 469 | Sigemer prince franc en 469 | Sigemer prince franc en 469 | Sigemer prince franc en 469 |            |            | Ne                                         | Ne                                         | Ne                                         | Ne                                         | Ne                                         | Ne                                         |                          |                          |                                                       |                                                       |                                                       |                                                       |                                                       |                                                       |  |  |  |  |  |  |  |  |  |  |  |  |  |  |  |  |  |  |  |  |  |  |  |  |  |  |
|                                      |                                      |                                      |                                      |                                      |                                      |                                |                                |                                |                                |         |         |                                           |         |  |  |           |           |                           |                           |                           |                           |                           |                           |                             |                             |                             |                             |                             |                             |            |            |                                            |                                            |                                            |                                            |                                            |                                            |                          |                          |                                                       |                                                       |                                                       |                                                       |                                                       |                                                       |  |  |  |  |  |  |  |  |  |  |  |  |  |  |  |  |  |  |  |  |  |  |  |  |  |  |
|                                      |                                      |                                      |                                      |                                      |                                      |                                |                                |                                |                                |         |         |                                           |         |  |  |           |           |                           |                           |                           |                           |                           |                           |                             |                             |                             |                             |                             |                             |            |            |                                            |                                            |                                            |                                            |                                            |                                            |                          |                          |                                                       |                                                       |                                                       |                                                       |                                                       |                                                       |  |  |  |  |  |  |  |  |  |  |  |  |  |  |  |  |  |  |  |  |  |  |  |  |  |  |
| Clovis Ier († 511) roi des Francs    | Clovis Ier († 511) roi des Francs    | Clovis Ier († 511) roi des Francs    | Clovis Ier († 511) roi des Francs    | Clovis Ier († 511) roi des Francs    | Clovis Ier († 511) roi des Francs    |                                |                                |                                |                                |         |         |                                           |         |  |  |           |           | Ragnacaire roi de Cambrai | Ragnacaire roi de Cambrai | Ragnacaire roi de Cambrai | Ragnacaire roi de Cambrai | Ragnacaire roi de Cambrai | Ragnacaire roi de Cambrai |                             |                             | Richer roi                  | Richer roi                  | Richer roi                  | Richer roi                  | Richer roi | Richer roi |                                            |                                            | Ragnomer roi (du Mans ?)                   | Ragnomer roi (du Mans ?)                   | Ragnomer roi (du Mans ?)                   | Ragnomer roi (du Mans ?)                   | Ragnomer roi (du Mans ?) | Ragnomer roi (du Mans ?) |                                                       |                                                       |                                                       |                                                       |                                                       |                                                       |  |  |  |  |  |  |  |  |  |  |  |  |  |  |  |  |  |  |  |  |  |  |  |  |  |  |

#### Hypothèse 2: des petits-fils de Mérovée (cousins germains de Clovis)
Elle est fondée sur la localisation des royaumes francs. Clodion ayant eu deux fils, Mérovée et Clodebald, son royaume a été partagé en deux, la partie occidentale (Tournai) pour Mérovée, la partie orientale (Cologne) pour Clodebald. Cambrai étant à proximité de Tournai, il semble logique de considérer cette ville comme relevant du domaine de Mérovée. 
Ragnacaire et ses frères seraient alors les fils d'un frère de Childéric Ier (fils de Mérovée et roi de Tournai). On peut déplorer[pas clair] l'absence de l'élément onomastique exposé dans la première hypothèse. Mais comme on connait deux alliances assorties de mariages entre les Francs et les Burgondes (celle de Sigemer, en 469, et celle de Clovis avec Clotilde vers 492), il pourrait très bien y avoir eu une troisième alliance entre les parents de Ragnacaire et une princesse burgonde[réf. nécessaire]. 
|                                      |                                      |                                      |                                      |                                      |                                      |                                |                                |                                |                                |                                |                                |                           |                           |                           |                           | Clodion le Chevelu († 451) roi des Francs |         |            |            |            |            |            |            |           |           |                          |                          |                          |                          |                          |                          |  |  |  |  |  |  |  |  |  |  |  |  |  |  |  |  |  |  |  |  |
|                                      |                                      |                                      |                                      |                                      |                                      |                                |                                |                                |                                |                                |                                |                           |                           |                           |                           |                                           |         |            |            |            |            |            |            |           |           |                          |                          |                          |                          |                          |                          |  |  |  |  |  |  |  |  |  |  |  |  |  |  |  |  |  |  |  |  |
|                                      |                                      |                                      |                                      |                                      |                                      |                                |                                |                                |                                |                                |                                |                           |                           |                           |                           |                                           |         |            |            |            |            |            |            |           |           |                          |                          |                          |                          |                          |                          |  |  |  |  |  |  |  |  |  |  |  |  |  |  |  |  |  |  |  |  |
|                                      |                                      |                                      |                                      |                                      |                                      | Mérovée († 457) roi des Francs | Mérovée († 457) roi des Francs | Mérovée († 457) roi des Francs | Mérovée († 457) roi des Francs | Mérovée († 457) roi des Francs | Mérovée († 457) roi des Francs |                           |                           |                           |                           |                                           |         |            |            |            |            |            |            |           |           | Clodebald roi des Francs | Clodebald roi des Francs | Clodebald roi des Francs | Clodebald roi des Francs | Clodebald roi des Francs | Clodebald roi des Francs |  |  |  |  |  |  |  |  |  |  |  |  |  |  |  |  |  |  |  |  |
|                                      |                                      |                                      |                                      |                                      |                                      | Mérovée († 457) roi des Francs | Mérovée († 457) roi des Francs | Mérovée († 457) roi des Francs | Mérovée († 457) roi des Francs | Mérovée († 457) roi des Francs | Mérovée († 457) roi des Francs |                           |                           |                           |                           |                                           |         |            |            |            |            |            |            |           |           | Clodebald roi des Francs | Clodebald roi des Francs | Clodebald roi des Francs | Clodebald roi des Francs | Clodebald roi des Francs | Clodebald roi des Francs |  |  |  |  |  |  |  |  |  |  |  |  |  |  |  |  |  |  |  |  |
|                                      |                                      |                                      |                                      |                                      |                                      |                                |                                |                                |                                |                                |                                |                           |                           |                           |                           |                                           |         |            |            |            |            |            |            |           |           |                          |                          |                          |                          |                          |                          |  |  |  |  |  |  |  |  |  |  |  |  |  |  |  |  |  |  |  |  |
| Childéric Ier († 481) roi des Francs | Childéric Ier († 481) roi des Francs | Childéric Ier († 481) roi des Francs | Childéric Ier († 481) roi des Francs | Childéric Ier († 481) roi des Francs | Childéric Ier († 481) roi des Francs |                                |                                |                                |                                |                                |                                |                           |                           | Genniod                   | Genniod                   | Genniod                                   | Genniod | Genniod    | Genniod    |            |            | Chilpéric  | Chilpéric  | Chilpéric | Chilpéric | Chilpéric                | Chilpéric                |                          |                          |                          |                          |  |  |  |  |  |  |  |  |  |  |  |  |  |  |  |  |  |  |  |  |
| Childéric Ier († 481) roi des Francs | Childéric Ier († 481) roi des Francs | Childéric Ier († 481) roi des Francs | Childéric Ier († 481) roi des Francs | Childéric Ier († 481) roi des Francs | Childéric Ier († 481) roi des Francs |                                |                                |                                |                                |                                |                                |                           |                           | Genniod                   | Genniod                   | Genniod                                   | Genniod | Genniod    | Genniod    |            |            | Chilpéric  | Chilpéric  | Chilpéric | Chilpéric | Chilpéric                | Chilpéric                |                          |                          |                          |                          |  |  |  |  |  |  |  |  |  |  |  |  |  |  |  |  |  |  |  |  |
|                                      |                                      |                                      |                                      |                                      |                                      |                                |                                |                                |                                |                                |                                |                           |                           |                           |                           |                                           |         |            |            |            |            |            |            |           |           |                          |                          |                          |                          |                          |                          |  |  |  |  |  |  |  |  |  |  |  |  |  |  |  |  |  |  |  |  |
| Clovis Ier († 511) roi des Francs    | Clovis Ier († 511) roi des Francs    | Clovis Ier († 511) roi des Francs    | Clovis Ier († 511) roi des Francs    | Clovis Ier († 511) roi des Francs    | Clovis Ier († 511) roi des Francs    |                                |                                |                                |                                | Ragnacaire roi de Cambrai      | Ragnacaire roi de Cambrai      | Ragnacaire roi de Cambrai | Ragnacaire roi de Cambrai | Ragnacaire roi de Cambrai | Ragnacaire roi de Cambrai |                                           |         | Richer roi | Richer roi | Richer roi | Richer roi | Richer roi | Richer roi |           |           | Ragnomer roi (du Mans ?) | Ragnomer roi (du Mans ?) | Ragnomer roi (du Mans ?) | Ragnomer roi (du Mans ?) | Ragnomer roi (du Mans ?) | Ragnomer roi (du Mans ?) |  |  |  |  |  |  |  |  |  |  |  |  |  |  |  |  |  |  |  |  |

## Descendance
Les trois frères n'ont aucun descendant connu de façon certaine. Cependant, sur la base de l'onomastique, certains noms pourraient correspondre à des descendants de l'un d'eux :
- Richomer (mort vers 530), évêque de Meaux[13] ;
- Magnachaire (mort en 565), duc des Francs transjurans[réf. nécessaire], père de Marcatrude, première épouse du roi Gontran[13],[14] ;
- Ragnoara, princesse « de race royale », mariée à Pastor, noble de la région d'Orléans, mère d'Austrène (évêque d'Orléans de 587 à 604) et d'Aunachaire (évêque d'Auxerre de 561 à 605)[15].

## Le texte de Grégoire de Tours (traduction)
Grégoire de Tours, Histoires, livre II, chapitre XLII : 